# Fator de equivalência tóxica
'Fator de equivalência tóxica (TEF, do inglês Toxic Equivalent Factor) expressa a toxicidade de dioxinas, furanos e PCBs em termos da maioria das formas tóxicas de dioxina, 2,3,7,8-TCDD. A toxicidade do congêneres podem variar por ordens de magnitude.
Com os TEFs, a toxicidade de uma mistura de compostos de dioxinas e similares a dioxinas podem ser expressos em um único número - a equivalência tóxica, (TEQ, de toxic equivalent).
O conceito de TEQ tem sido desenvolvido para facilitar a avaliação de risco e controle regulatório.